# Час (філософія)
Час — анізотропна (незворотна) умова зміни станів в матеріальній дійсності, в онтології аналогічний фізичному часу, в екзистенційному розумінні — екзистенційним ідеям «минулого», «теперішнього», «майбутнього».
Час — загальна форма буття, що виражає тривалість процесів взаємодії та послідовність зміни його станів.

## Філософські погляди на час
Розділ з даної теми читай у статті> Час.

## Сучасне літочислення
У всіх державах Європи та більшості країн світу сучасне літочислення нашої ери, включно з XXI століттям та 3-тім тисячоліттям ведеться від Різдва Христового і позначається латинською > Anno Domini, або скорочено: A.D./AD.  Повністю фраза звучить: лат. Anno Domini Nostri Iesu Christi (в рік Господа нашого Ісуса Христа). За таким літочисленням нульового року немає, тому 1 рік AD (нової ери) йде відразу ж після 1 року до Різдва Христового (до нової ери). 
В українській мові вживається відповідник "рік Божий", "року Божого" (р. Б.).